# Powstanie kamizardów

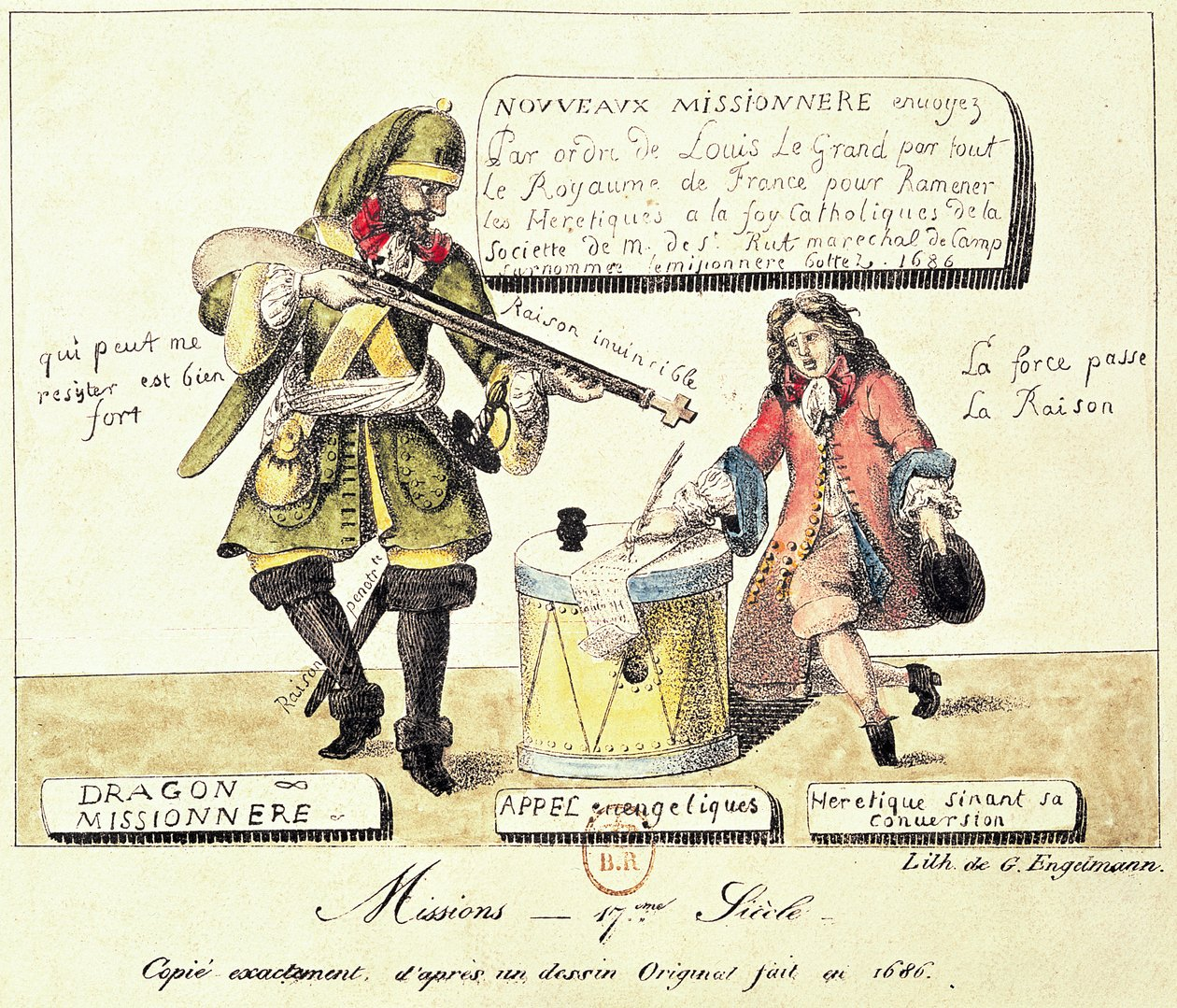
Rycina satyryczna ukazująca francuskiego dragona w roli „misjonarza” (1686)

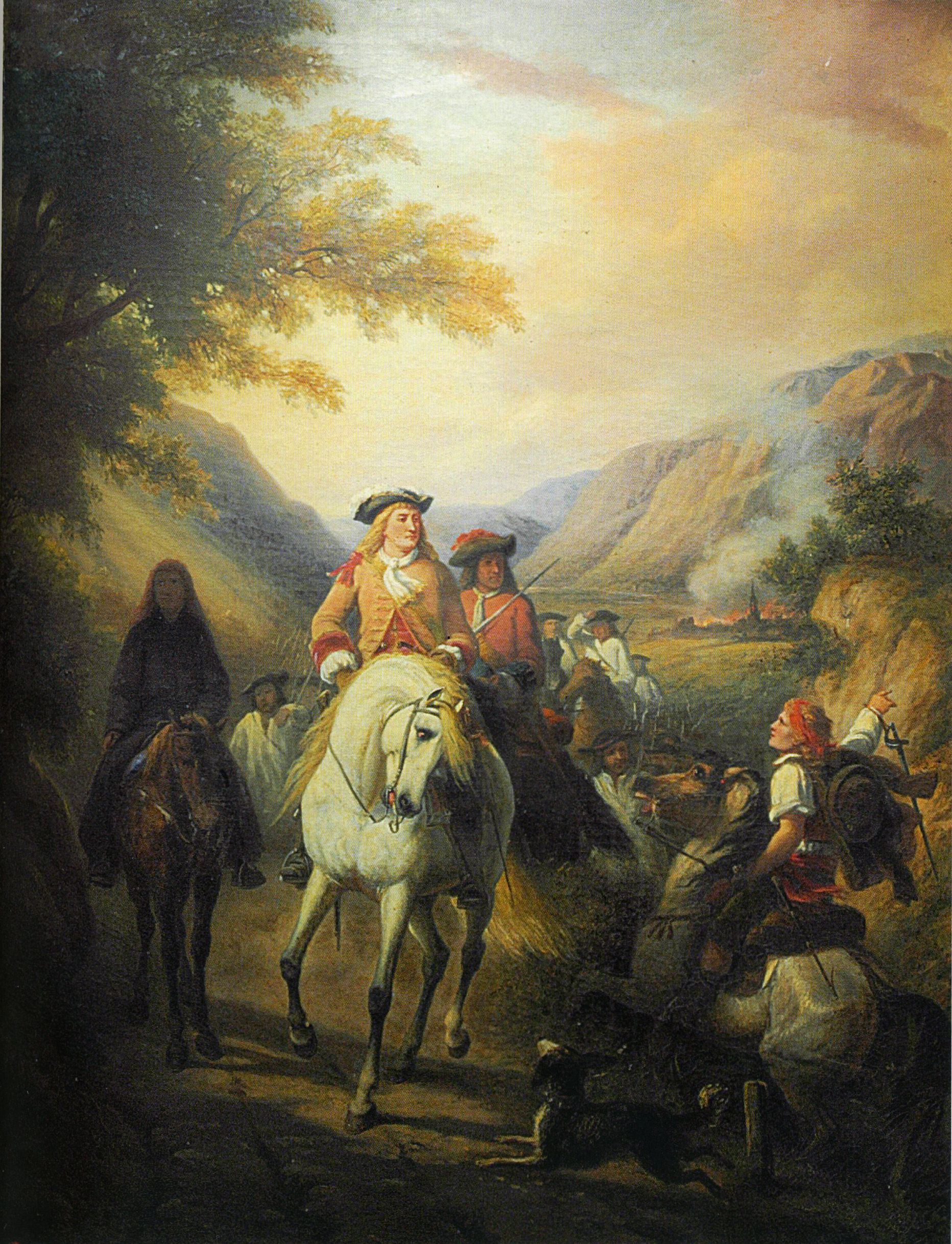
Jean Cavalier – jeden z przywódców powstania (mal. P.A. Labouchère, 1864)

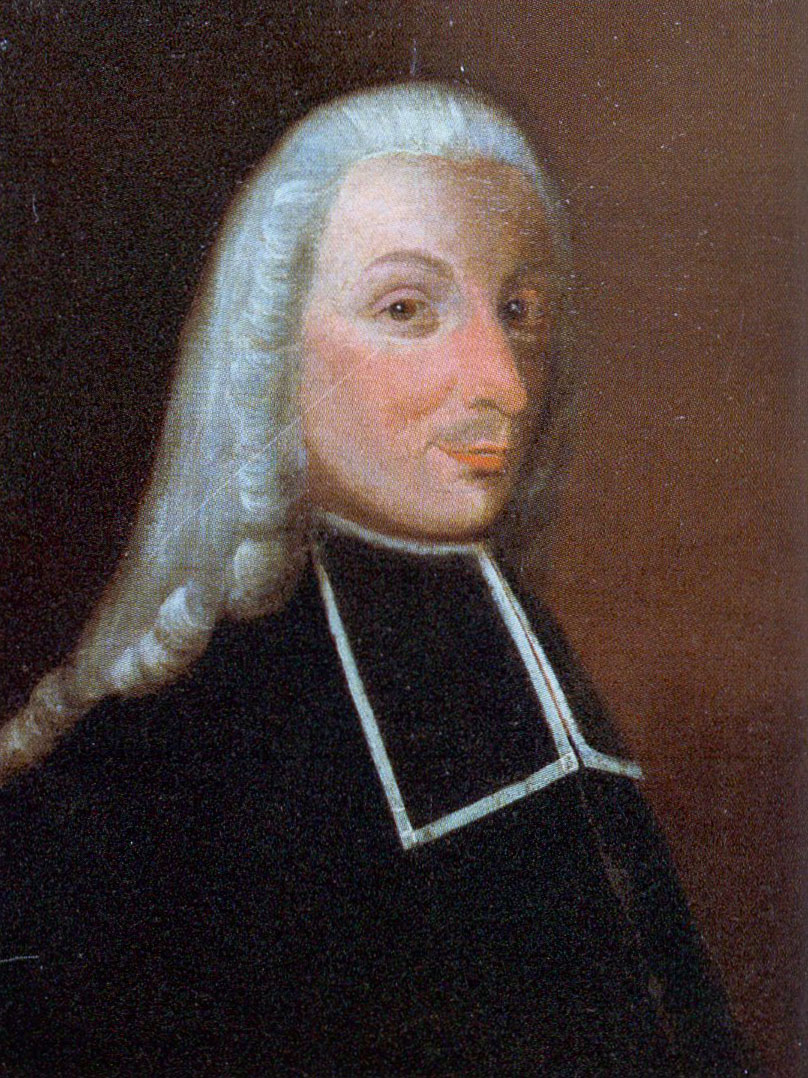
Opat de Chayla

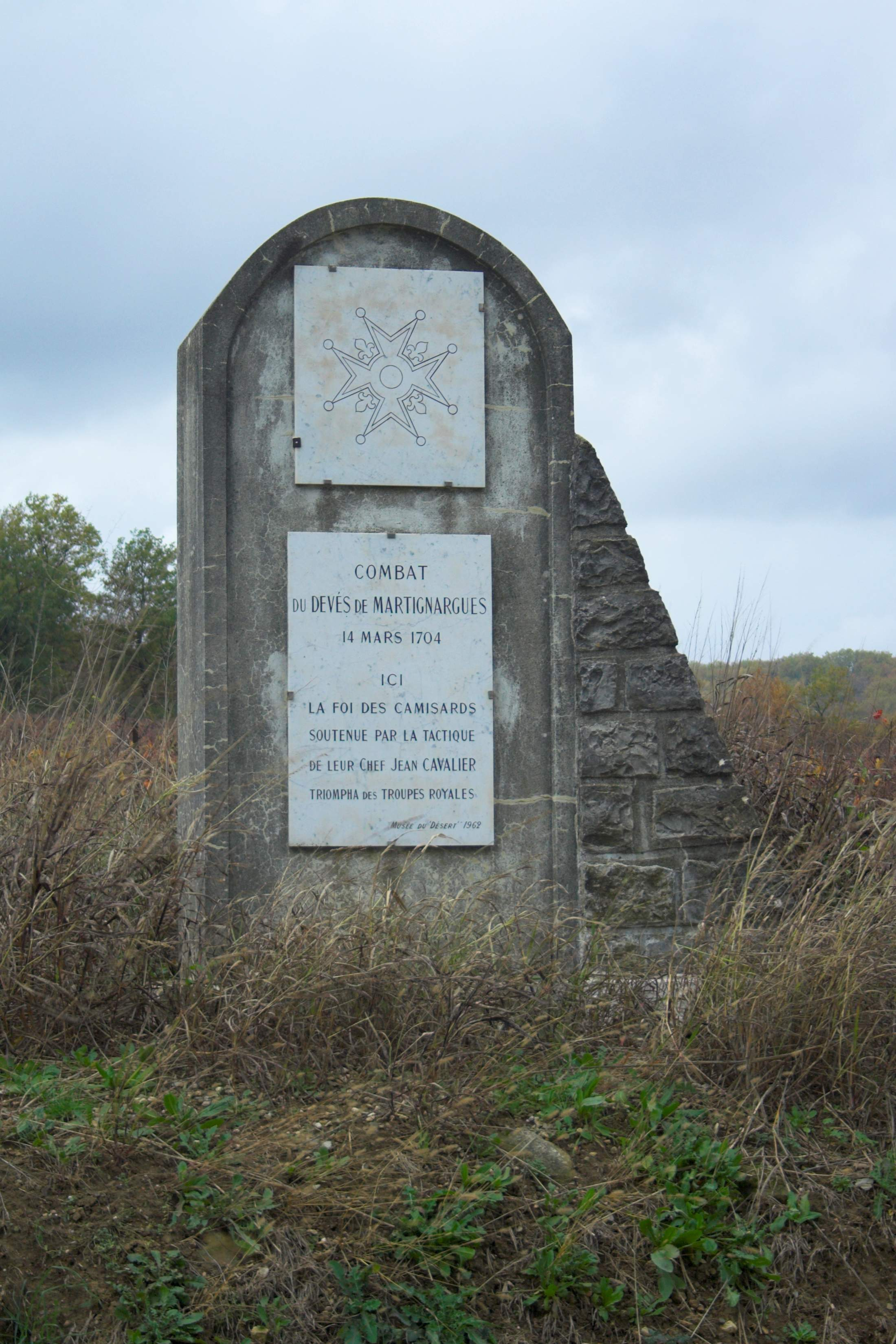
Kamień pamiątkowy walk stoczonych pod Martignargues

Powstanie kamizardów (fr. Guerre des camisards) – powstanie francuskich chłopów i biedoty miejskiej (wyznawców kalwinizmu) z górskiego masywu Sewennów (Cévennes) i wschodniej Langwedocji przeciwko katolickim wojskom króla Francji, mające miejsce w latach 1702–1704. Pomimo stłumienia powstania oraz wprowadzenia terroru i prześladowań zamieszki trwały do 1715 roku.
Walki z kamizardami stanowią ówczesny przykład „totalnej wojny” na wyniszczenie (celowe niszczenie domów i upraw, wysiedlenia, masowe zabijanie ludności cywilnej). Represje przeciwko kalwinistom w rejonie powstania trwały aż do 1787 roku (edykt o tolerancji). W tamtej epoce konflikt ten określano jako „wojnę w Sewennach” (Guerre des Cévennes).
Nazwa kamizard (franc. camisard) nadana przez katolików, pochodzi od prowansalskiego słowa camisa (koszula, por. franc. chemise) lub od określenia camisade (nocna napaść). Sami kamizardzi nazywali siebie „dziećmi Bożymi” (enfants de Dieu).

## Przyczyny powstania
- Przyczyna religijna to wzmożenie prześladowań i dyskryminacji przeciwko innowiercom. Ludwik XIV edyktem z Fontainebleau 18 października 1685 odwołał edykt nantejski, gwarantujący protestantom wolność wyznania. Od tej pory wszyscy Francuzi mieli stać się przymusowo katolikami: zabroniono nabożeństw ewangelickich, burzono kościoły i szkoły protestanckie, zarządzono przymusowy chrzest katolicki wszystkich dzieci, skazano na banicję pastorów, ale jednocześnie król zabronił innowiercom opuszczać Francję (nie chcąc tracić poddanych). Bez wyroku masowo wtrącano do więzienia kobiety i dzieci (najdłużej, bo 38 lat więziono Marie Durand). Następstwa takiej polityki były katastrofalne: mimo zakazów 800 tysięcy Francuzów uciekło za granicę, podupadła gospodarka i finanse, duży obszar spustoszyła wojna domowa. W Langwedocji rolę „misjonarzy” pełniło wojsko królewskie (dragoni), którzy rozpętali terror (tzw. dragonady: znęcanie się, pobicia, konfiskaty, zabójstwa itp.) przeciw opornym kalwinistom. Za posiadanie „ksiąg heretyckich” groziła kara śmierci; wojsko szablami zapędzało opornych na msze. Protestanci usiłowali zorganizować tajny Kościół, zwany „Pustynią” (franc. Désert- alegoria do ucieczki Żydów z Egiptu na pustynię), jednak reakcją ze strony władz były grupowe egzekucje. Sytuacja dla protestantów stała się dramatyczna i doprowadziła do buntu. Wypędzonych pastorów zastąpili „prorocy” i „prorokinie”, nawołujący do walki „o prawdziwą wiarę”.

- Przyczyna etniczna to różnice narodowościowe między ludnością regionu Sewennów (mówiącą językiem oksytańskim (langwedockim)), a francuskimi wojskami okupacyjnymi.

- Przyczyna polityczna to rosnąca rola absolutyzmu królewskiego we Francji, który starał się wszystko podporządkować i kontrolować. Z tego powodu ograniczano lub likwidowano dawne przywileje prowincji i walczono z protestantyzmem, który nie mając centralnego zarządzania i hierarchicznej struktury, był trudny do nadzorowania. Do protestantów francuskich dotarły także wieści o zwycięskiej tzw. Chwalebnej rewolucji w Anglii (Wilhelm III Orański pokonał katolickiego króla Jakuba II w 1688 r.). Kamizardów ośmielał też fakt, że potężny król Francji nie był w stanie podporządkować sobie znacznie słabszych państw protestanckich, takich jak Niderlandy.

- Przyczyna ekonomiczna to fakt, że kamizardzi (chłopi i biedota miejska) byli wyłącznie niezamożnymi rolnikami i drobnymi rzemieślnikami, którzy płacili największe daniny na rzecz feudałów świeckich i duchownych; ich powstanie było zatem również buntem przeciwko nadużyciom, nadmiernym uciskiem i wyzyskiem ekonomicznym związanym z feudalizmem[1]. Bronili też wprost swych domów, ziemi i majątku. Władze były zaskoczone tym, że kamizardzi świetnie prowadzili walkę i mieli doskonałą organizację, mimo iż nie było wśród nich szlachty ani wojskowych.

## Powstanie

### Charakter działań
Do wybuchu powstania doprowadziło proroctwo Abrahama Mazela, które obiecało zwycięstwo „prawdziwej wierze” protestanckiej. „Prorokami” byli też najważniejsi przywódcy powstania: Esprit Séguier, Rolland, Elie Marion i Jean Cavalier. Powstańcy czuli się „natchnieni przez Ducha Świętego” i walczyli z szaloną odwagą. Idąc do boju śpiewali psalmy; powstanie od początku miało charakter „wojny świętej”. Kamizardzi nie bali się śmierci, wierząc, że to męczeństwo i czeka na nich „nagroda w niebie”. Ich ogólna liczba nigdy nie przekroczyła 2000; byli uzbrojeni w kosy, widły, szable i strzelby, działali w niewielkich rozproszonych grupach (20 do 50 osób), atakowali znienacka i równie szybko znikali. Każda z grup była niezależna, ale mogła się w razie potrzeby łączyć z innymi grupami pod wspólnym dowództwem. Kamizardzi doskonale znali teren, wykorzystywali niedostępne wąwozy i jaskinie na kryjówki i magazyny. Sprzyjało im ukształtowanie terenu masywu Sewennów, który do dziś pozostał dziki i niedostępny. Sprzyjała im także większość miejscowej ludności. Te okoliczności sprawiły, że doskonale uzbrojone i wyszkolone wojsko królewskie (liczące 25 000 żołnierzy) wielokrotnie ponosiło klęski i duże straty w walce z nielicznymi i źle uzbrojonymi kamizardami.

### Przebieg walk
Za początek wybuchu powstania uznaje się 24 lipca 1702 roku, kiedy uzbrojeni powstańcy napadli na Pont de Montvert, gdzie zabili znienawidzonego opata de Chayla (Chaylas) – inicjatora najgorszych prześladowań, oskarżanego o to, że torturował dzieci protestantów, aby „wyrzekły się herezji”. Jego zabójstwo spowodowało masowe represje (w tym egzekucję przywódcy tego wystąpienia – Esprit Séguiera w sierpniu 1702). W odwecie kamizardzi zabili miejscowego katolickiego arystokratę.
Pierwsze walki toczono wokół Champ Fomergue (11 września), po czym nastąpiło starcie pod Télémac (22 października) zakończone klęską i śmiercią Gédéona Laporte, oraz zdobycie bronionego przez 700-osobową załogę Alès (24 grudnia) przez oddział zaledwie 70 kamizardów Jeana Cavaliera. Od końca 1702 roku kamizardzi zaczynają odnosić pierwsze zwycięstwa: 27 grudnia zdobywają Sauve, 12 stycznia 1703 roku pokonują wojska królewskie w Mas de Gaffarel (Val de Barre), 6 lutego zajmują Monteils. W obliczu tej sytuacji gen. hrabia de Broglie dowodzący wojskami królewskimi w Langwedocji otrzymuje wsparcie oddziałami marszałka Montrevel i zadaje 6 marca powstańcom klęskę pod Pompignan, masakrując później (1 kwietnia) uczestników tajnego zgromadzenia w Moulin de l'Agau koło Nîmes. W marcu wojska królewskie dokonują wysiedleń protestantów z Mialet i Saumane.
Obie strony dopuszczają się w tym czasie coraz większych okrucieństw: 21 lutego 1703 kamizardzi masakrują kobiety i dzieci z rodzin członków katolickiej milicji we Fraissinet de Fourques i podpalają kościoły. 29 kwietnia Jean Cavalier ponosi porażkę pod Tour de Billot koło Alès. We wrześniu 1703 roku powstaje plan wysiedlenia całej ludności masywu Sewennów. W odwecie kamizardzi dokonują kolejnej masakry katolików w Saturargues i Saint Sériès, usiłując rozszerzyć powstanie na obszar Rouergue.
Od 30 września do 14 grudnia 1703 roku dokonujące pacyfikacji wojska królewskie metodycznie niszczyły budynki, uprawy i wysiedlały ludność (tzw. «palenie Sewennów» – Grande Brûlerie de Cévennes). Np. z Mialet w marcu 1703 przymusowo wysiedlono 670 mieszkańców do Rousillonu. Łącznie zniszczono celowo 466 osad; podczas deportacji miało zginąć tysiące protestantów. Dokonywano masowych „pokazowych egzekucji” kamizardów (łamanie kołem i wieszanie na szubienicach). Represje przyniosły jednak odwrotny skutek, powodując przyłączenie się znacznej części ludności do powstania. 2 października 1703 oddział Jeana Cavaliera skutecznie atakuje katolicką milicję pod Vagnas, a następnie zostaje całkowicie rozbity przez wojska gen. Julliena.
W lutym 1704 kamizardzi wprawdzie opanowali Vauvert, ale ich zbrojne ruchy w Vivarais i Camargue zostały krwawo stłumione. W pacyfikacjach wyróżniały się okrucieństwem katolickie oddziały „kadetów Krzyża” (cadets de la Croix) albo „białych kamizardów” (camisards blancs). 14 marca 1704 roku doszło do największego podczas powstania zwycięstwa odniesionego przez Cavaliera nad elitarnymi oddziałami wojska królewskiego na równinie Devois pod Martignargues.
Wkrótce jednak kamizardzi zostali pokonani w Nages (16 kwietnia), a wojska odkryły i przejęły ich magazyny zaopatrzeniowe w służących im za bazę działań grotach pod Euzet, które w odwecie zostało spalone (19 kwietnia). 21 kwietnia marszałka Montrevel zastąpił dysponujący 60-tysięcznym wojskiem marsz. de Villars, który przystąpił do pertraktacji z Cavalierem. Mimo sprzeciwu znacznej części powstańców, zgodził się on na bezwarunkową kapitulację, sam otrzymując rangę pułkownika i dożywotnie wynagrodzenie. Inni (Castanet, Ravanel) decydowali się kontynuować walkę; zdradzony Rolland 13 sierpnia zginął w zamku Castelnau Valence. Na początku października 1704 po serii klęsk część przywódców kamizardów (La Rose, Couderc, Joany, Catinat) poddała się i opuściła Francję; de Villars wynagrodzony został tytułem diuka i odznaczony Orderem Ducha Świętego.
W styczniu 1705 kamizardzi zrezygnowali z otwartej walki, ograniczając się do sporadycznych napadów i do dywersji. 25 lipca 1705  z więzienia ucieka „prorok” Abraham Mazel z 16 innymi więźniami i przedostaje się do Szwajcarii.
Chociaż bezpośrednie walki trwały tylko 3 lata, to represje przeciwko kalwinistom zamieszkującym w rejonie powstania trwały aż do 1787 roku, kiedy monarcha podpisał edykt o tolerancji, gwarantujący wolność wyznania. Równouprawnienie wszystkich wyznań religijnych we Francji wprowadziła ostatecznie rewolucja francuska.

### Następstwa
Spustoszony walkami i deportacjami rejon powstania zamienił się w wyludnioną pustynię. Do dziś masyw Sewennów jest najmniej zaludnionym obszarem we Francji. Bezsensowne okrucieństwo i terror, rozpętane przez wojska królewskie, wzbudziły niezadowolenie w społeczeństwie francuskim, które przerodziło się w bunt przeciwko królowi wskutek powstałego kryzysu ekonomicznego (spowodowanego m.in. masową emigracją protestantów z Francji). W ten sposób powstanie kamizardów stało się jedną z przyczyn wybuchu rewolucji francuskiej.
Muzeum powstania kamizardów znajduje się we Francji w Mas Soubeyran w domu rodzinnym jednego z przywódców powstania – Rollanda.